# سندرم کارسینومای سلول بازال نووید
سندرم کارسینومای سلول بازال نووید (انگلیسی: Nevoid basal-cell carcinoma syndrome) با به اختصار «NBCCS» که سندرم گورلین و سندرم گورلین-گولتز نیز نامیده می‌شود، یک اختلال ارثی نادر است که شامل نقص در چندین دستگاه بدن مانند پوست، دستگاه عصبی، چشم‌ها، غدد درون‌ریز و استخوان‌ها می‌شود. افراد مبتلا به این بیماری مستعد ابتلا به سرطان‌های مختلف هستند، از جمله یک نوع رایج و معمولاً غیر مرگبار سرطان پوست غیرملانومایی به نام کارسینوم سلول بازال (BCCs). تنها حدود ۱۰٪ از افراد مبتلا به این بیماری دچار این نوع سرطان پوست نمی‌شوند و اکثریت قریب به اتفاق بیماران دچار کارسینوم سلول بازال متعددی در نقاط مختلف پوست می‌گردند.
نام سندرم گورلین به آسیب‌شناس دهان و متخصص ژنتیک انسانی آمریکایی رابرت جی. گورلین اشاره دارد. رابرت دبلیو. گولتز، متخصص پوست آمریکایی (۱۹۲۳–۲۰۱۴) یکی از نویسندگان دیگر مقاله‌ای بود که این بیماری در آن گزارش شد و به همین سبب گاهی بدان «سندرم گورلین-گولتز» می‌گویند.
این بیماری نخستین بار در سال ۱۹۶۰ توسط گورلین و گولتز توصیف شد، سندرم کارسینومای سلول بازال نووید یک بیماری اتوزومال غالب است که باعث ظاهر غیرعادی چهره و افزایش احتمال ابتلا به کارسینوم سلول بازال شود، نوعی سرطان پوست که به ندرت به سایر قسمت‌های بدن گسترش می‌یابد. شیوع این بیماری ۱ مورد در هر ۵۶٬۰۰۰–۱۶۴٬۰۰۰ نفر گزارش شده است. کار اخیر در ژنتیک مولکولی نشان داده است که این بیماری ناشی از جهش در ژن PTCH1 موجود در بازوی بلند کروموزوم ۹ یا ژن سوفو در بازوی بلند کروموزوم ۱۰ است، اگرچه برخی از بیماران هیچ جهش شناخته شده‌ای در ژن‌هایش ندارند. ژن PTCH1 در تنظیم تقسیم و رشد سلولی مهم است، بنابراین جهش در این ژن می‌تواند بر رشد تومور تأثیر بگذارد. کودکانی که ژن معیوب را از هر یک از والدین به ارث می‌برند نیز به این اختلال مبتلا خواهند شد.

## علائم و نشانه‌ها
برخی یا همه موارد زیر ممکن است در فرد مبتلا به سندرم گورلین دیده شود:
1. کارسینوم‌های سلول بازال متعدد در پوست، که بیشتر در صورت، دست‌ها یا گردن به‌وجود می‌آیند.[۹]
2. کراتوسیست ادنتوژنیک: نوعی تومور خوش‌خیم استخوان فک است[۹] و در ۷۵ درصد بیماران دیده می‌شود که شایع‌ترین یافته است. معمولاً ضایعات متعددی در فک پایین یافت می‌شود. این ضایعات در سنین پایین (به‌طور متوسط ۱۹ سالگی) رخ می‌دهند.
3. گودال‌هایی در کف پا و کف دست.[۹]
4. ناهنجاری‌های دنده و مهره
5. کلسیفیکاسیون داخل جمجمه
6. ناهنجاری‌های اسکلتی: دنده‌های دوتایی، کیفوسکولیوز، کلسیفیکاسیون زودرس داس مغزی (تشخیص داده شده با رادیوگرافی قدامی-خلفی)
7. چهره‌های متمایز: برآمدگی پیشانی و گیجگاهی، هیپرتلوریسم، پیش‌آمدگی آرواره پایین، شکاف لب یا کام و ماکروسفالی.[۹]
8. فیبروم دو طرفه تخمدان
9. ۱۰٪ بیماران دچار فیبروم قلبی می‌شوند.
10. ناهنجاری‌های چشمی: آب مروارید، کولوبوم چشمی، میکروفتالمی.[۹]
11. مننژیوم[۹]

## تشخیص
بیشتر جراحان دهان و متخصصان پوست هستند که با این بیماری مواجه شده و آن را تشخیص می‌دهند. با این حال، تشخیص سندرم کارسینومای سلول بازال نووید ممکن است توسط متخصصین ژنتیک، دندان‌پزشکان، اُرتودنتیست‌ها، پزشکان مراقبت‌های اولیه، جراحان سرطان پوست (Mohs) و متخصصان سرطان نیز انجام شود.
تشخیص سندرم کارسینومای سلول بازال نووید با داشتن «دو معیار اصلی» یا «یک معیار اصلی + دو معیار فرعی» انجام می‌شود.
معیارهای اصلی شامل موارد زیر است:
1. بیش از ۲ کارسینوم سلول بازال در فرد یا ۱ کارسینوم سلول بازال در یک بیمار کمتر از ۲۰ سال؛
2. کراتوسیست‌های اُدنتوژنیک فک
3. ۳ یا بیشتر فرورفتگی پوستی در کف دست یا کف پا
4. کلسیفیکاسیون نابجا یا کلسیفیکاسیون زودرس (زیر ۲۰ سالگی) در داس مغز
5. دنده‌های دوشاخه، به‌هم‌جوش‌خورده یا بیرون‌زده
6. خویشاوند درجه یک مبتلا به سندرم کارسینومای سلول بازال نووید.

معیارهای جزئی شامل موارد زیر است:
1. ماکروسفالی
2. ناهنجاری‌های مادرزادی، مانند شکاف لب یا کام، برجستگی پیشانی، ناهنجاری‌های چشم (آب مروارید، کولوبوما، میکروفتالمی، نیستاگموس).
3. سایر ناهنجاری‌های اسکلتی، مانند بالا بودن مادرزادی استخوان شانه یا کتف (بیماری اسپرینگل)، سینه قیفی‌شکل، چندانگشتی، چسبیدگی انگشتان به هم یا افزایش فاصله میان چشم‌ها.
4. ناهنجاری‌های رادیولوژیک، مانند پل زدن زین ترکی، ناهنجاری‌های مهره ای، نقص‌های شکل‌گیری استخوان یا شفافی شعله‌ای‌شکل در گرافی دست و پا.
5. فیبروم تخمدان و قلب یا مدولوبلاستوما (این دومی به‌طور کلی در کودکان زیر دو سال یافت می‌شود).

## درمان
این بیماری درمان قطعی ندارد مدیریت درمانی آن شامل انجام درمان‌های حمایتی است.